# August (Sachsen)

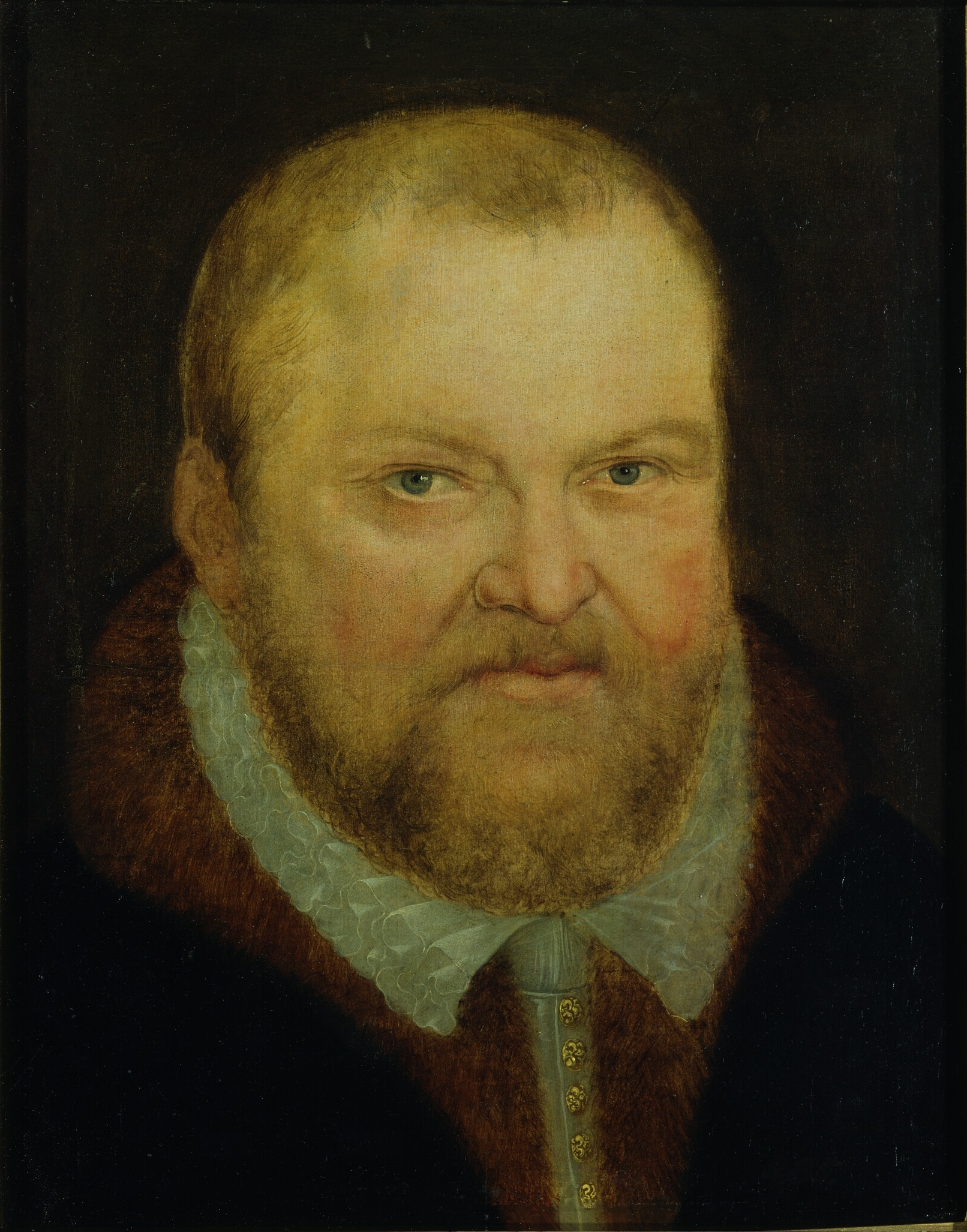
August von Sachsen (Gemälde von Lucas Cranach d. J., um 1550, Gemäldegalerie Alte Meister, Dresden).
Augusts Unterschrift:

August (* 31. Juli 1526 in Freiberg; † 11. Februar 1586 in Dresden), der sich selbst Augustus nannte und unter Bezug auf seine landesväterliche Stellung im Volksmund auch Vater August hieß, war von 1553 bis zu seinem Tod Kurfürst von Sachsen aus der albertinischen Linie des Hauses Wettin. Er folgte seinem ohne männlichen Erben in der Schlacht bei Sievershausen gefallenen Bruder Moritz auf den Thron.

## Leben

### Jugend

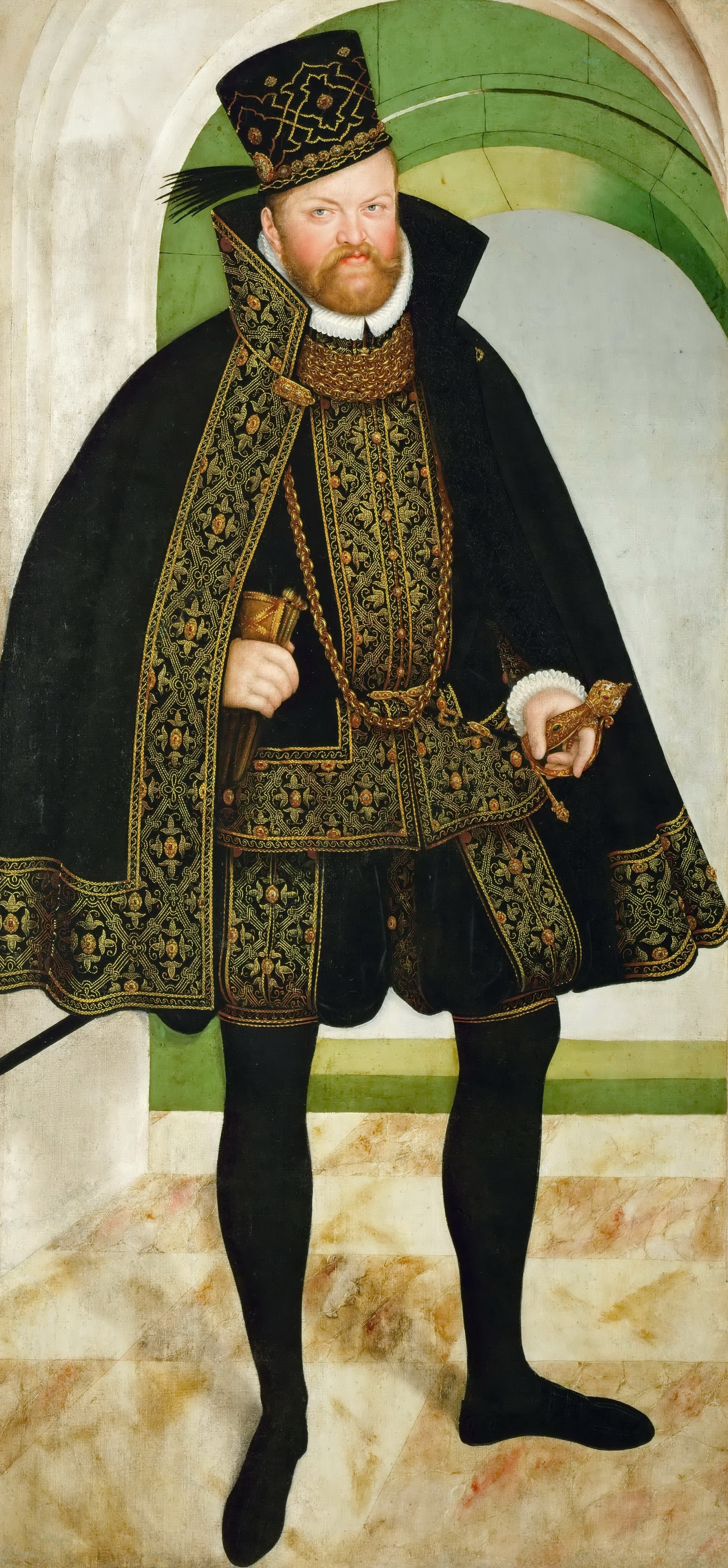
August von Sachsen (Gemälde von Lucas Cranach d. J., um 1572, Stadt- und Bergbaumuseum, Freiberg)

August wurde zuerst von dem Rochlitzer Pfarrer Martin Oberdörffer erzogen. Später wuchs er am kaiserlichen Hof in Innsbruck auf, wo er ein enger Freund des späteren Kaisers Maximilian II. wurde, und wurde unter anderem durch den Schulreformator Johannes Rivius ausgebildet. Anders als im Testament des Vaters vorgesehen, erhielt August von seinem älteren Bruder Moritz anfangs keine Territorien, sondern lediglich finanzielle Zuwendungen und bekam 1544 die Verwaltung des Bistums Merseburg übertragen.
Aus Anlass seiner ersten Heirat wurde August mit einer eigenen Hofhaltung in Dresden ausgestattet, mit Schloss Wolkenstein als Jagd- und Landsitz. Moritz hatte seinen Bruder schon 1546 mit der Verteidigung Dresdens beauftragt und ihm ein eigenes Truppenkommando gegeben. 1552 übertrug Moritz die Regentschaft seinem Bruder, der sich umgehend um ein Bündnis mit seinem Schwiegervater, dem dänischen König, bemühte.

### Kurfürst von Sachsen

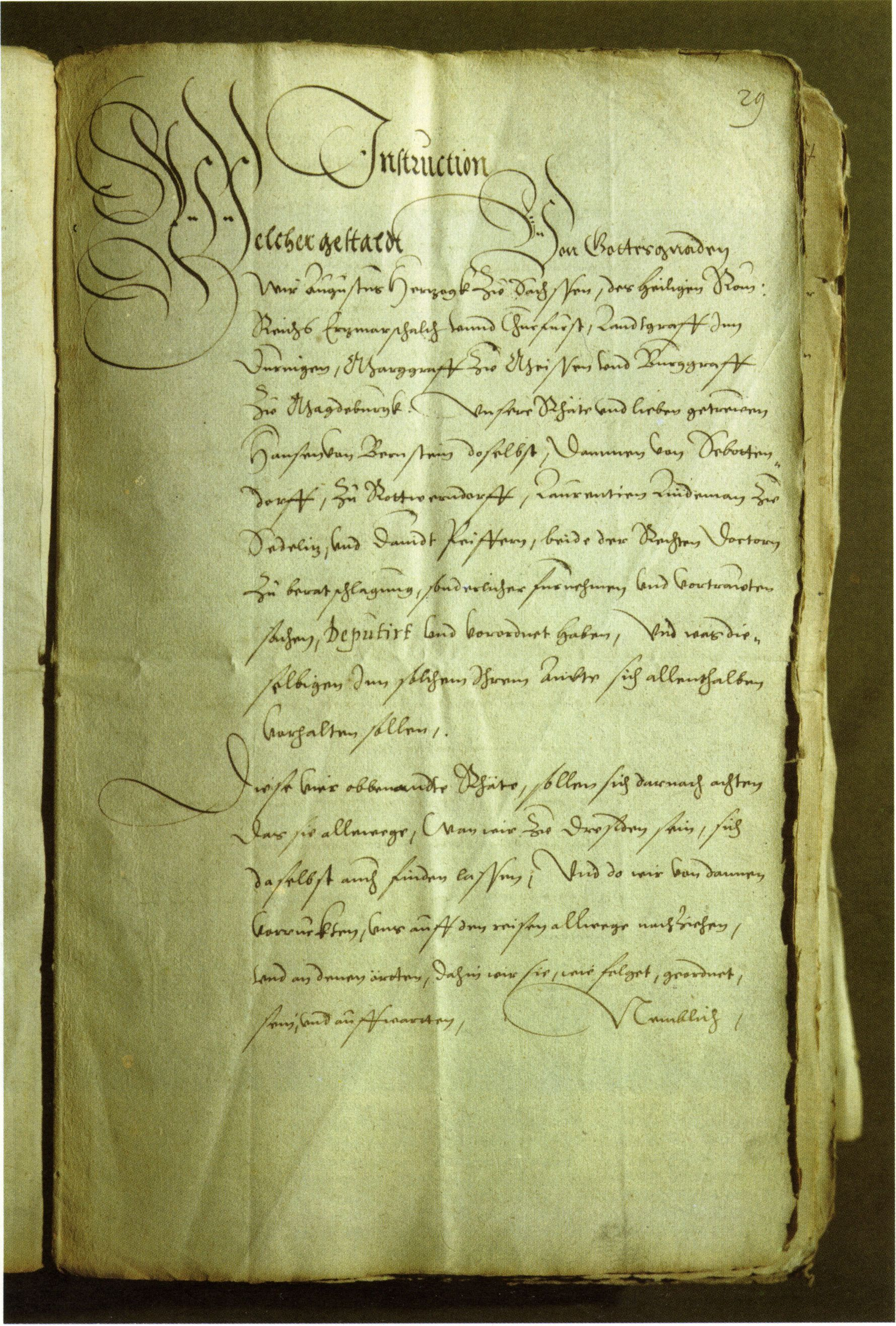
Instruktion Augusts von 1574 für die Geheimen Räte. Staatsarchiv Dresden

Nach dem Tod seines Bruders Moritz wurde August 1553 Kurfürst von Sachsen. Einer Bibel aus dem Jahr 1576 ist Augusts vollständiger Titel zu entnehmen: „Augustus Herzog von Sachsen / des heiligen Römischen Reichs Erzmarschall und Churfürst / Landgraff in Döringen / Marggraff zu Meissen / und Burggraff zu Magdeburg“.
August baute den von Moritz politisch-militärisch geschaffenen Territorialstaat klug aus, allerdings verzichtete er 1554 im Naumburger Vertrag zu Gunsten der ernestinischen Linie der Wettiner auf einen großen Teil seines Territoriums. Neben den Ämtern Altenburg, Eisenberg, Herbesleben und Sachsenburg gehörte dazu fast ganz Thüringen. August erwarb aber durch Tausch und Kauf bis 1567 Domänen im Wert von mehr als 700.000 Gulden, die er zu neuen Ämtern zusammenfasste.
1555 war August zum Obersten des Obersächsischen Reichskreises gewählt worden. Unter seiner Herrschaft wurde das Bistum Meißen säkularisiert und das Stiftsterritorium 1559 (Stolpen und Bischofswerda) bzw. 1581 (Mügeln) in den sächsischen Kurstaat integriert.
Während der sogenannten Grumbachschen Händel 1567 konnte August Gotha erobern, den geächteten Ernestiner Johann Friedrich II. gefangen nehmen und auf diesem Weg einige thüringische Ämter erwerben.
Der Taler auf die Einnahme von Gotha (1567), den der Kurfürst nach seinem Sieg mit einem demonstrativ großen Kurschild prägen ließ, trägt auf der Rückseite eine Inschrift über die vom Kaiser beauftragte und von August ausgeführte Reichsexekution.
Durch die Vormundschaft über die Kinder Johann Wilhelms von Sachsen-Weimar und den Gewinn des Vogtlands und einen Teil der Grafschaft Henneberg verbuchte August weitere enorme territoriale Gewinne.
Im Reich war er der Führer der lutherischen Stände. August initiierte und unterzeichnete die Konkordienformel von 1577 und das Konkordienbuch von 1580 und leistete als Vormund auch die Unterschriften für die Herzöge Friedrich Wilhelm I. von Sachsen-Weimar, Johann von Sachsen-Weimar, Johann Casimir von Sachsen-Coburg und Johann Ernst von Sachsen-Eisenach. Erfolgreich war er auf Ausgleich zu den katholischen Kaisern aus dem Haus Habsburg bedacht, mit denen er gemeinsam Front gegen die Calvinisten machte.
August verstarb 1586 in Dresden und wurde im Freiberger Dom beigesetzt.

## Bedeutung

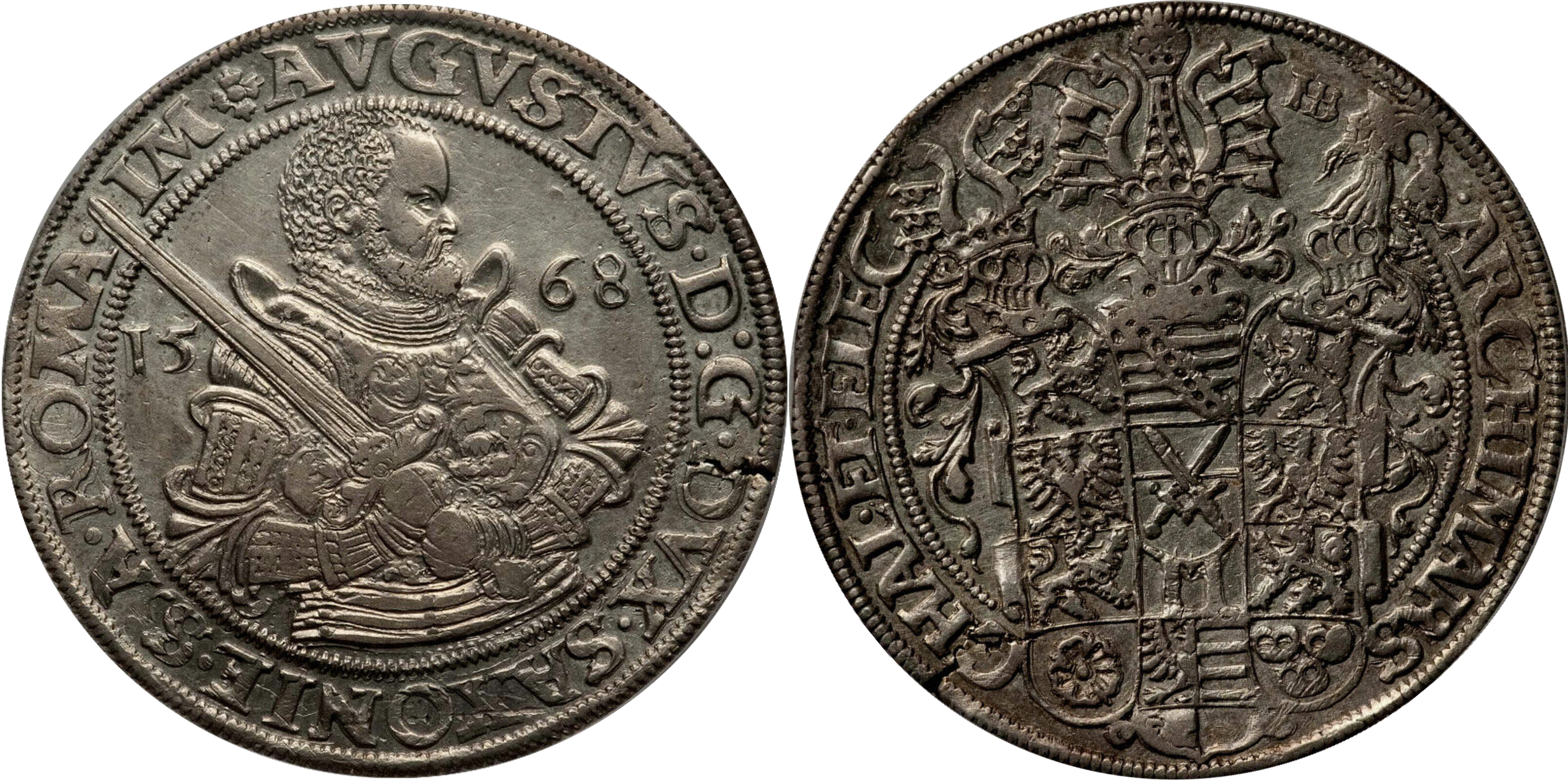
Guldengroschen der Münzstätte Dresden aus dem Jahr 1568 mit Inschriften:
AVGVSTVS D:G DVX SAXO SA ROMA IMP (Vorderseite) und ARCHIMARS CHAL ET ELEC

### Politik, Wirtschaft, Landwirtschaft, Finanzen
August war einer der wenigen europäischen Fürsten, denen es im 16. Jahrhundert gelang, einen umfangreichen Staatsschatz anzusparen. Dies verdankte er den Anstrengungen seines Kammermeisters Hans Harrer, auch wenn dieser sich im Pfefferhandel massiv zum Nachteil der kurfürstlichen Schatulle verspekulierte und daraufhin Suizid beging. Das albertinische Sachsen erlebte unter seiner Regierung (1553–1586) eine wirtschaftliche und soziale Blüte. Innenpolitisch versuchte er, sich weitgehend von den sächsischen Landständen unabhängig zu machen. Er baute die landesherrlichen Verwaltungsstrukturen aus und regelte das Justizwesen neu. 1559 wurde das Appellationsgericht, mit Sitz in Dresden, als zweite Instanz geschaffen. Mit der Konstitution von 1572 wurde das bis dahin umfangreichste sächsische Gesetzbuch erlassen. Die Konstitution hatte einen Charakter der Streitfragengesetzgebung. Es stand nun jedem kursächsischen Untertanen, z. B. Bauern, frei, sich in Zivilgerichtssachen mit Hilfe eines Advokaten direkt nach Dresden an das Appellationsgericht zu wenden, wenn man mit dem gerichtlichen Urteil aus der ersten Instanz nicht einverstanden war.
Im Zuge seiner umfassenden Reformen reorganisierte er auch das Münzwesen. Der Kurfürst ließ alle Landesmünzen schließen und verlegte sie in eine einzige Münze nach Dresden in die unmittelbare Nähe seines Residenzschlosses, um über die Richtigkeit von Schrot und Korn besser wachen zu können. Die Landeshauptmünzstätte Freiberg musste 1556 ihren Betrieb trotz Protest des Freiberger Rates einstellen. Die Annaberger Münzstätte verlegte der Kurfürst 1557 zunächst ins dortige Kloster, bevor er sie 1558 ebenfalls mit der Dresdner Münze vereinigte. Die Schneeberger Münzstätte war noch bis 1571 in Betrieb. Die schon seit langem ruhende Münzstätte Leipzig legte der Kurfürst 1571 still. Damit war die Dresdner Münze einzige Münzstätte im Kurfürstentum Sachsen. Kurfürst August trat im Jahr 1571 der Augsburger Reichsmünzordnung von 1559 bei.
August förderte die Landwirtschaft und legte mit der 1560 gegründeten Kunstkammer den Grundstein für die kunst- und naturwissenschaftlichen Sammlungen des Dresdner Hofes. Wissenschaftlich gebildet, interessierte er sich besonders für Astronomie, Kartographie, Mathematik, Messkunst, sammelte auch astrologische Prophezeiungen. Hierfür pflegte er vielfältige persönliche und briefliche Kontakte mit Gelehrten. Als Hofbuchbinder war für ihn 1566 bis 1586 der bedeutendste deutsche Buchbinder der Renaissance tätig, Jakob Krause.
Der Katalog der Hofbibliothek auf der Annaburg erfasst einen Bestand von 1.722 Bänden. Er gilt als ältester nachgewiesener Katalog der heutigen SLUB Dresden. 1570 zählte sie bereits 2.354 Bände, bevor sie 1588 durch den Kauf der Sammlung von 3.312 Büchern Dietrich von Wertherns wissenschaftlichen Charakter erlangte.
Die Bewirtschaftung der Wälder stellte er durch die Forst- und Holz-Ordnung vom 6. September 1560 auf Gewinnerzielung ab. Auch seine Forstbeamten profitierten von dieser Ordnung, so hatten sie ein besonderes finanzielles Interesse an Holzverkauf, Verpachtung von Bäumen zum Harzen, Begrenzung der Viehtrift in den Wäldern und der Hutewaldnutzung.

### Gärtner und Handwerker
August beteiligte sich persönlich an der Veredelung von Obstbäumen und Anzucht exotischer Gewächse. Augusts persönlicher, und in der Rüstkammer erhaltener Kernsetzer unterstreicht dessen persönliche Beteiligung im Feld, wovon auch ein Tagebucheintrag zeugt, nachdem er im Jahr 1572 Kerne vieler Pflanzen, wie Granatapfel und Johannisbrotbaum, setzte. Die reichen Bestände von Messinstrumenten in den Dresdner Museen gehen auch zurück auf die persönliche Interessen Augusts, der sich an Landvermessung, zeichnen und reißen von Landkarten beteiligte. Darüber hinaus erlernte er auch das Drahtziehen, insbesondere aber das Elfenbeindrechseln, wofür die Hofdrechsler Georg Wecker und Egidius Lobenigk 1578 und 1584 berufen wurden. August fertigte verschiedene Stücke an (Kredenzbecher mit Deckeln, Schalen, Dosen, hohl gedrehte Kugeln, übereinanderstehende Gefäßkörper, 32 Spielsteine und 66 "anitquitäische becherlein und kleine kunststucklein"). Heute sind noch 28 dieser gedrechselten Kunststücke im Grünen Gewölbe in Dresden zu sehen. Seinen Sohn und Nachfolger, Kurfürst Christian I, ließ er ebenfalls in der Drechselkunst unterweisen.

### Bauherr

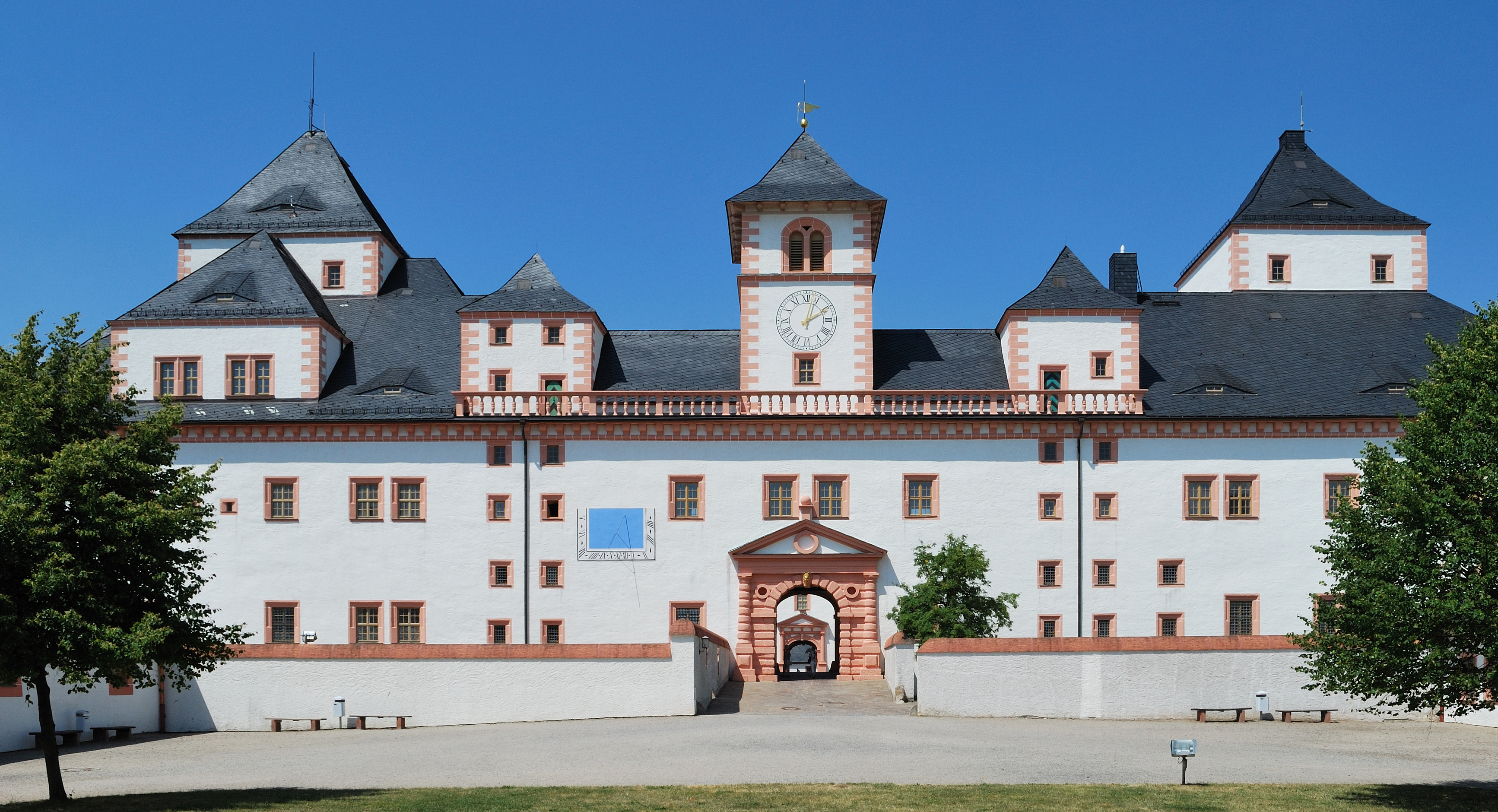
Jagdschloss Augustusburg

Kurfürst August war der wohl bedeutendste Bauherr der Sächsischen Renaissance. Belegt ist sein großes Interesse an Fragen des Bauwesens und der Architektur. Seine Bibliothek enthielt viele Architekturschriften und Musterbücher von Bauelementen. Sein Hauptwerk ist das gewaltige Jagdschloss Augustusburg, errichtet von 1568 bis 1572. Nirgendwo in Europa wurde ein geometrischer Idealplan so einheitlich umgesetzt. Der Entwurf des ursprünglichen Modells könnte auf August selbst zurückgehen.
Er vollendete den erweiternden Umbau des Residenzschlosses Dresden (1553–1556), den sein Bruder Moritz begonnen hatte. Da seine Leidenschaft der Jagd galt, ließ er zahlreiche Amtsschlösser für seine Jagdaufenthalte herrichten. So nutzte er nicht nur das von seinem Bruder errichtete Jagdschloss Moritzburg, sondern ließ gleich nach seiner Thronbesteigung 1554–57 das Schloss Nossen unter Errichtung eines neuen Westflügels zum Jagdsitz ausbauen und 1554–58 das Jagdhaus Grillenburg errichten, um sich auf der Jagd die Grillen (im Sinne von Sorgen) zu vertreiben. 1556 erwarb er den großen Wermsdorfer Forst als Hofjagdrevier (das als solches bis 1918 genutzt wurde und wo unter seinen Nachfolgern die kurfürstlichen Jagdschlösser Wermsdorf und Hubertusburg entstanden). 1555–58 ließ er das Schloss Schwarzenberg zum Jagdsitz ausbauen, 1569 baute er den Jägerhof (Dresden). Die alte Burg Gommern ließ er abbrechen und 1578 als Jagdschloss neu aufbauen. Von 1572 bis 1575 ließ er das nach seiner Gemahlin benannte Schloss Annaburg als Witwensitz und Jagdschloss für sie erbauen. Ebenfalls für seine Frau ließ er anstelle eines früheren Klosters das Schloss Lichtenburg errichten. Ferner veranlasste er den Ausbau von Schloss Dippoldiswalde und Schloss Freudenstein als Amtsschlösser. Der geplante großangelegte Umbau von Schloss Osterstein (Zwickau) kam erst nach Augusts Tod von 1587 bis 1590 zustande. Sein bedeutendster Architekt war der Landbaumeister Hans Irmisch.

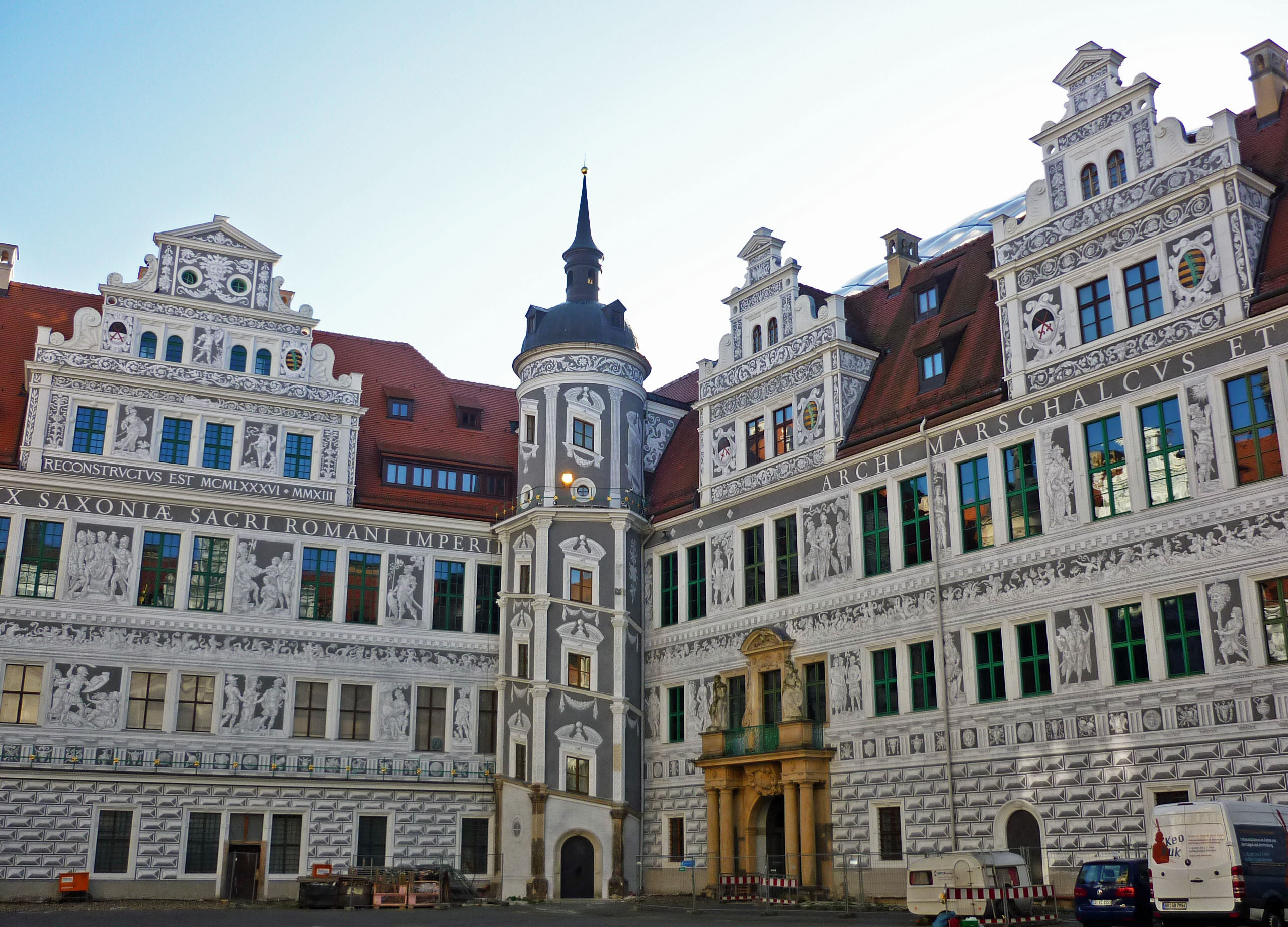
Residenzschloss Dresden
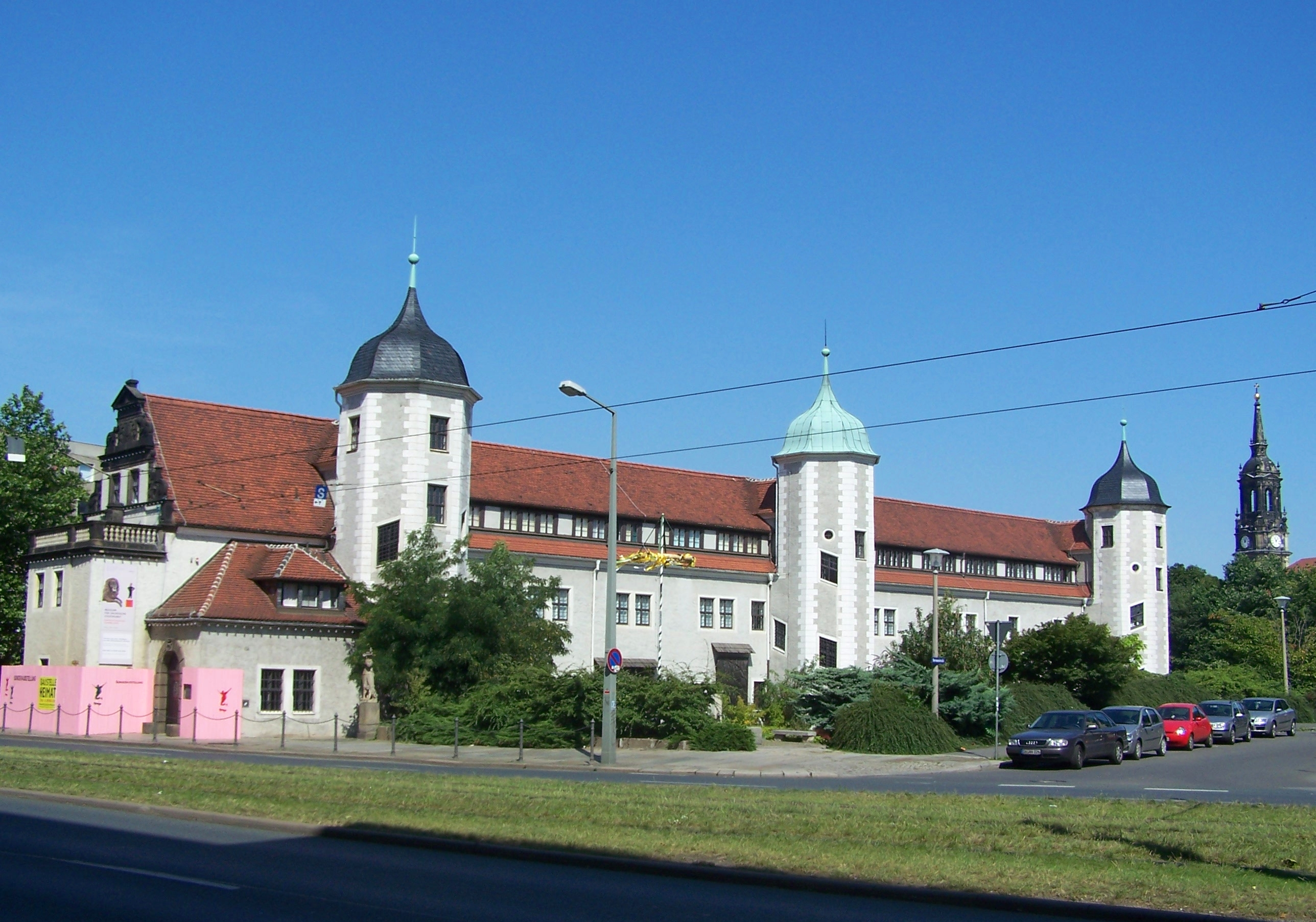
Jägerhof (Dresden)
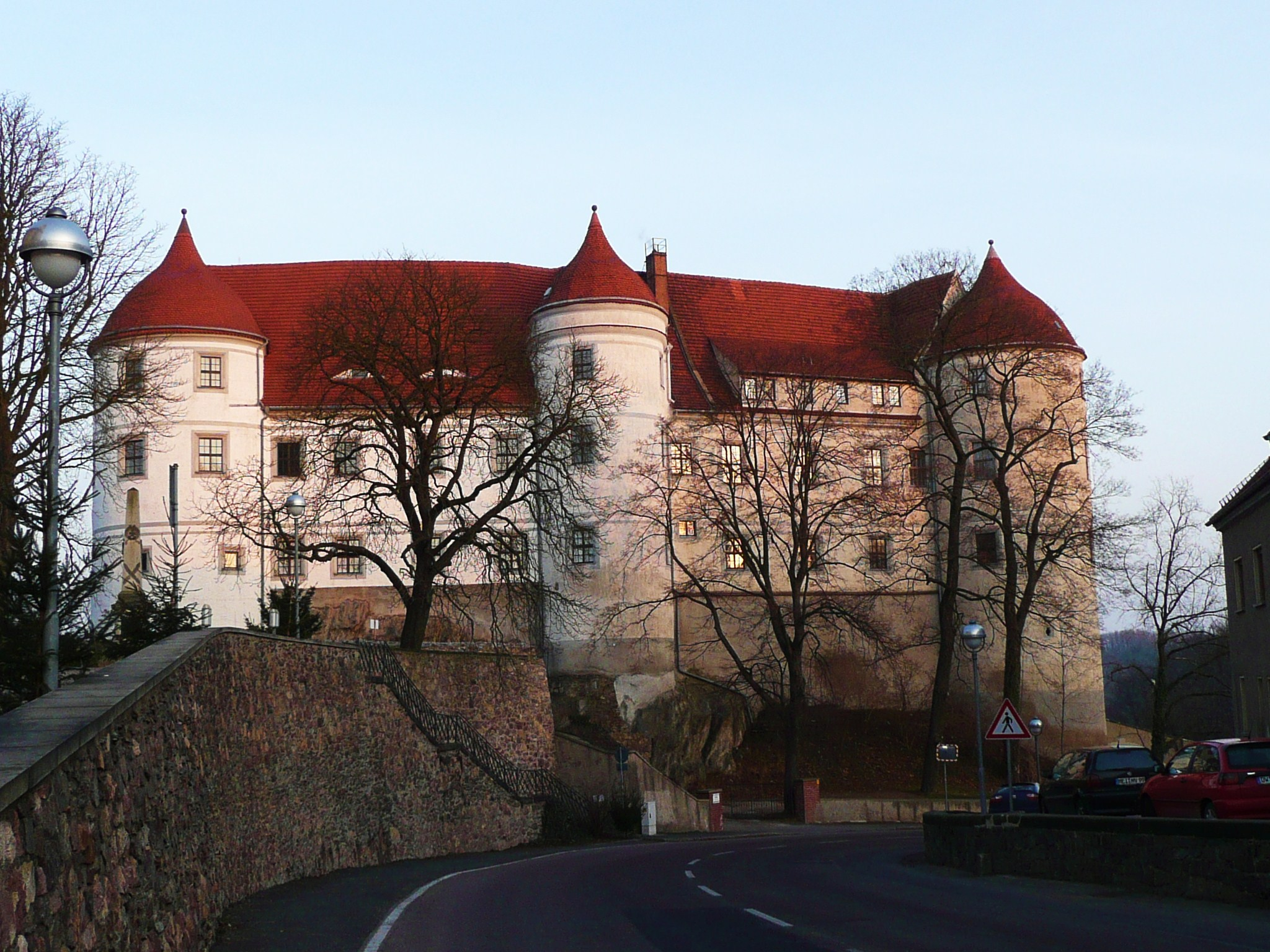
Schloss Nossen (Westflügel)
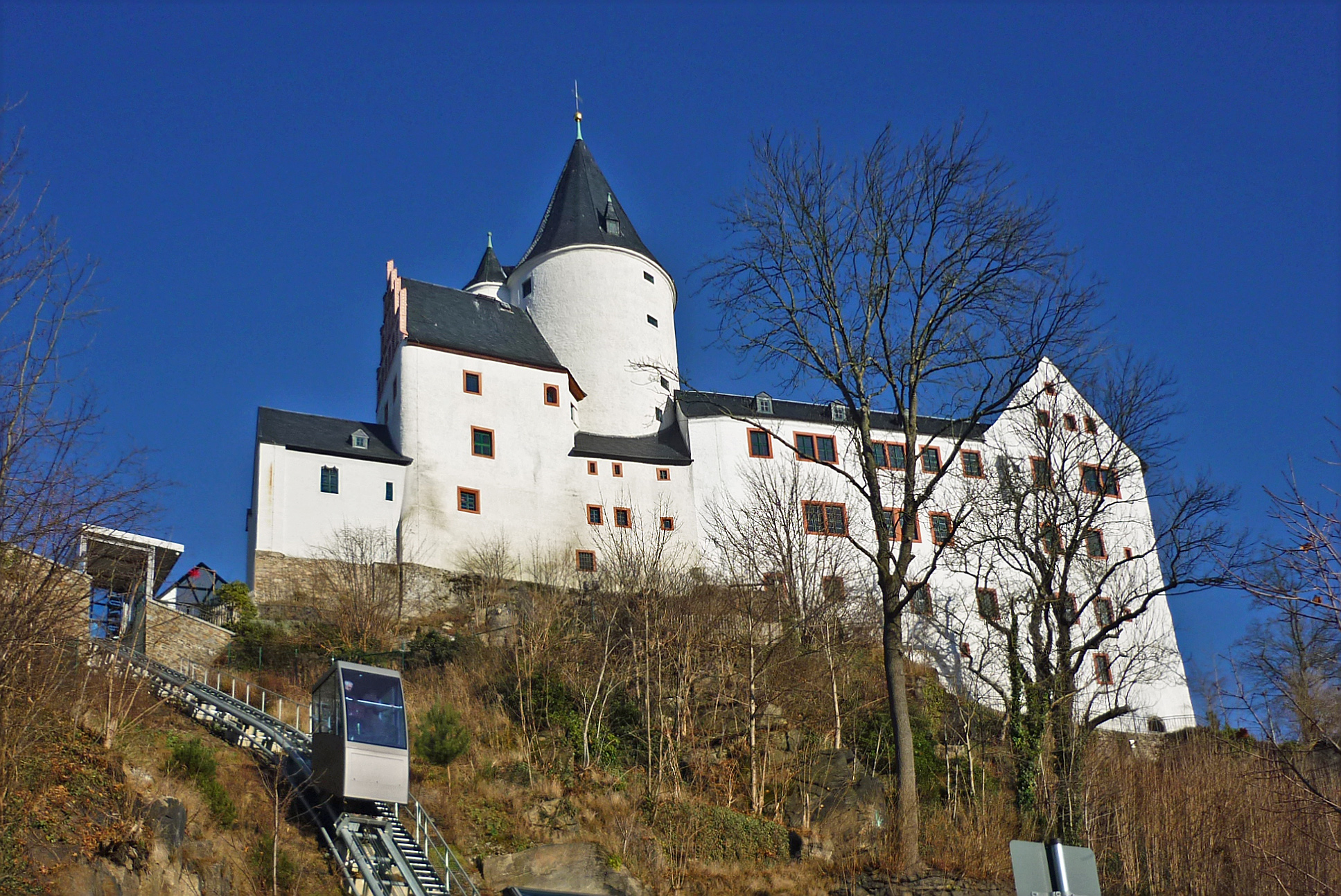
Schloss Schwarzenberg
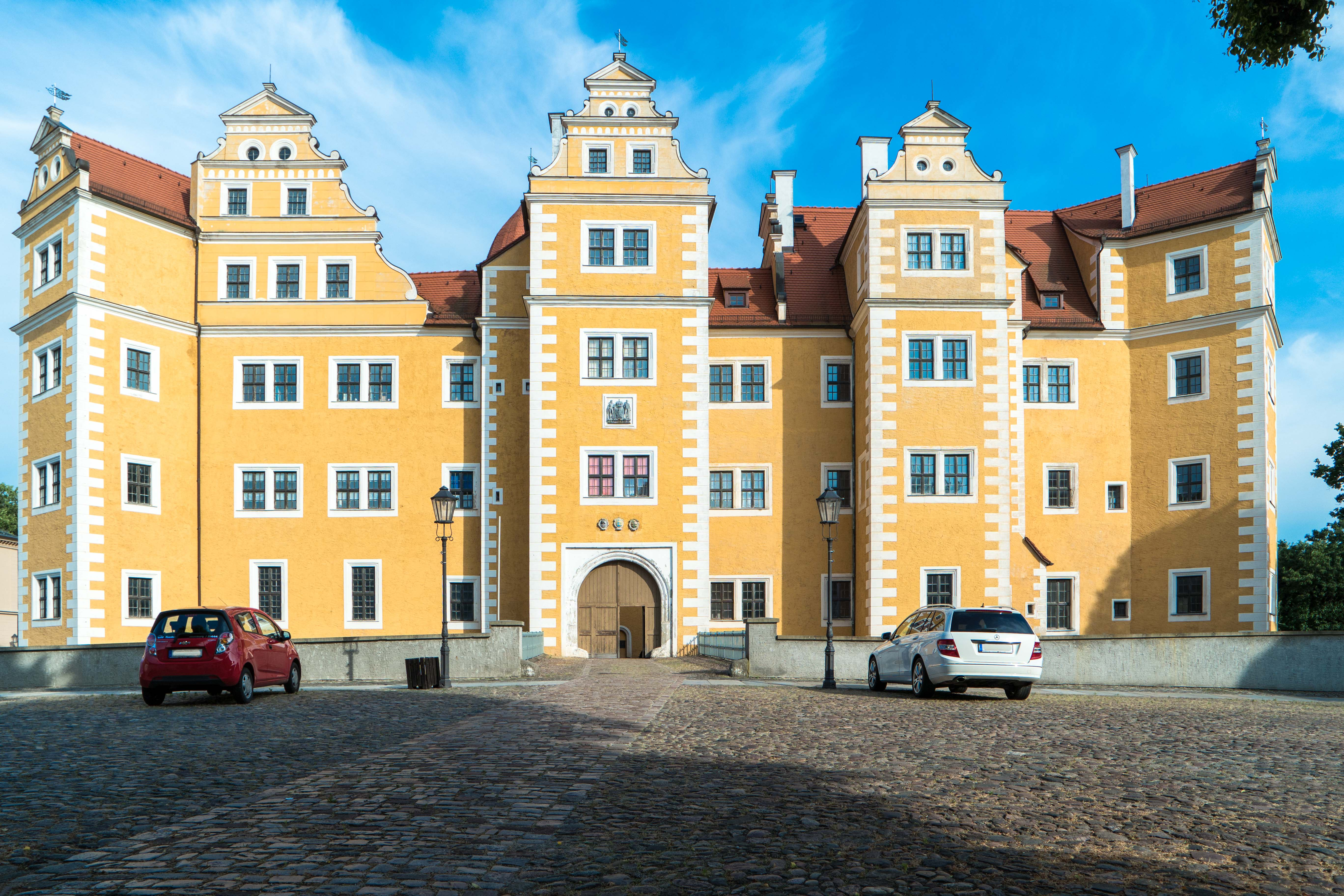
Schloss Annaburg
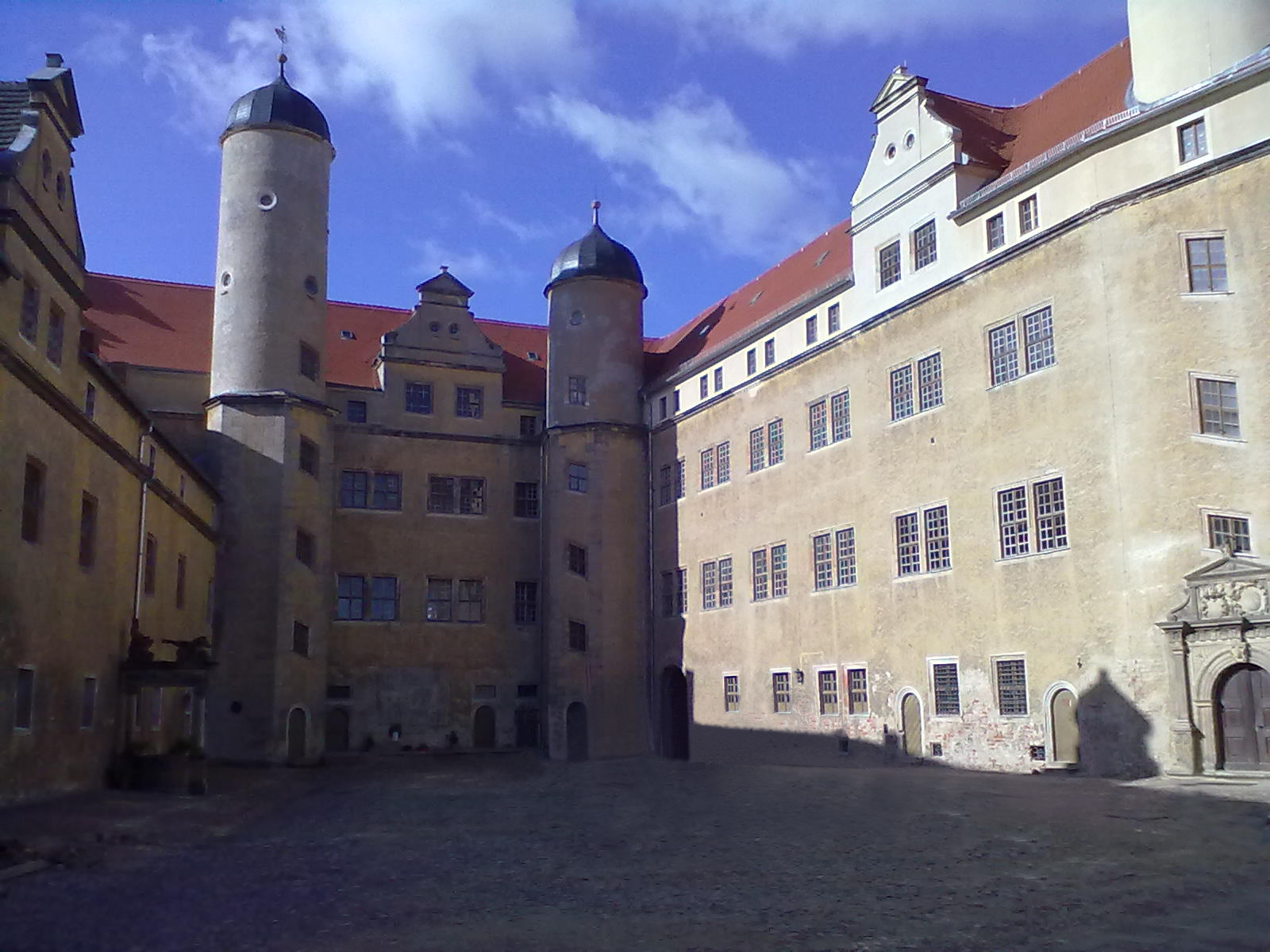
Schloss Lichtenburg

## Familie

### Vorfahren
| Ahnentafel August von Sachsen | Ahnentafel August von Sachsen                                                                        | Ahnentafel August von Sachsen                                                       | Ahnentafel August von Sachsen                                                       | Ahnentafel August von Sachsen                                                       | Ahnentafel August von Sachsen                                                                   | Ahnentafel August von Sachsen                                                              | Ahnentafel August von Sachsen                                                          | Ahnentafel August von Sachsen                                                          |
| ----------------------------- | --- | ----------------------------------------------------------------------------------- | ----------------------------------------------------------------------------------- | ----------------------------------------------------------------------------------- | ----------------------------------------------------------------------------------------------- | ------------------------------------------------------------------------------------------ | -------------------------------------------------------------------------------------- | -------------------------------------------------------------------------------------- |
| Ururgroßeltern                | Kurfürst Friedrich I. von Sachsen (1370–1428) ⚭ 1402 Katharina von Braunschweig-Lüneburg (1395–1442) | Herzog Ernst der Eiserne (1377–1424) ⚭ 1412 Cimburgis von Masowien (1394/97–1429)   | Viktorin von Podiebrad (1403–1427) Anna von Wartenberg (1403–1427)                  | Smil von Sternberg (–1431) Barbara von Pardubitz (–1433)                            | Herzog Johann IV. zu Mecklenburg (1370–1422) ⚭ 1416 Katharina von Sachsen-Lauenburg (1400–1450) | Kurfürst Friedrich I. von Brandenburg (1371–1440) ⚭ 1401 Elisabeth von Bayern (1383–1442)  | Wartislaw IX. (1400–1457) ⚭ 1420 Sophia von Braunschweig-Lüneburg (–1462)              | Herzog Bogislaw IX. (~1407/1410–1446) ⚭ 1432 Maria von Masowien (~1410–1450)           |
| Urgroßeltern                  | Kurfürst Friedrich II. (1412–1464) ⚭ 1431 Margaretha von Österreich (1416–1486)                      | Kurfürst Friedrich II. (1412–1464) ⚭ 1431 Margaretha von Österreich (1416–1486)     | König Georg von Podiebrad (1420–1471) ⚭ 1441 Kunigunde von Sternberg (1425–1449)    | König Georg von Podiebrad (1420–1471) ⚭ 1441 Kunigunde von Sternberg (1425–1449)    | Herzog Heinrich IV. zu Mecklenburg (1417–1477) ⚭ 1432 Dorothea von Brandenburg (1420–1491)      | Herzog Heinrich IV. zu Mecklenburg (1417–1477) ⚭ 1432 Dorothea von Brandenburg (1420–1491) | Erich II. von Pommern-Wolgast (1425–1474) ⚭ 1451 Sophia von Pommern-Stolp (~1435–1497) | Erich II. von Pommern-Wolgast (1425–1474) ⚭ 1451 Sophia von Pommern-Stolp (~1435–1497) |
| Großeltern                    | Herzog Albrecht der Beherzte (1443–1500) ⚭ 1464 Sidonie von Böhmen (1449–1510)                       | Herzog Albrecht der Beherzte (1443–1500) ⚭ 1464 Sidonie von Böhmen (1449–1510)      | Herzog Albrecht der Beherzte (1443–1500) ⚭ 1464 Sidonie von Böhmen (1449–1510)      | Herzog Albrecht der Beherzte (1443–1500) ⚭ 1464 Sidonie von Böhmen (1449–1510)      | Herzog Magnus II. (1441–1503) ⚭ 1478 Sophie von Pommern (~1460–1504)                            | Herzog Magnus II. (1441–1503) ⚭ 1478 Sophie von Pommern (~1460–1504)                       | Herzog Magnus II. (1441–1503) ⚭ 1478 Sophie von Pommern (~1460–1504)                   | Herzog Magnus II. (1441–1503) ⚭ 1478 Sophie von Pommern (~1460–1504)                   |
| Eltern                        | Herzog Heinrich der Fromme (1473–1541) ⚭ 1512 Katharina von Mecklenburg (1487–1561)                  | Herzog Heinrich der Fromme (1473–1541) ⚭ 1512 Katharina von Mecklenburg (1487–1561) | Herzog Heinrich der Fromme (1473–1541) ⚭ 1512 Katharina von Mecklenburg (1487–1561) | Herzog Heinrich der Fromme (1473–1541) ⚭ 1512 Katharina von Mecklenburg (1487–1561) | Herzog Heinrich der Fromme (1473–1541) ⚭ 1512 Katharina von Mecklenburg (1487–1561)             | Herzog Heinrich der Fromme (1473–1541) ⚭ 1512 Katharina von Mecklenburg (1487–1561)        | Herzog Heinrich der Fromme (1473–1541) ⚭ 1512 Katharina von Mecklenburg (1487–1561)    | Herzog Heinrich der Fromme (1473–1541) ⚭ 1512 Katharina von Mecklenburg (1487–1561)    |
| August von Sachsen            | |                                                                                     |                                                                                     |                                                                                     |                                                                                                 |                                                                                            |                                                                                        |                                                                                        |

### Geschwister
August war der dritte Sohn des Herzogs Heinrich von Sachsen (1473–1541) aus dessen Ehe mit Katharina (1487–1561), Tochter des Herzogs Magnus II. von Mecklenburg. Sein älterer Bruder war der sächsische Kurfürst Moritz, seine Schwestern waren Sibylle, seit 1540 Herzogin von Sachsen-Lauenburg, Aemilia, seit 1533 Markgräfin von Brandenburg-Ansbach, und Sidonie, seine älteste Schwester, zu der er zeitlebens eine besonders enge Beziehung hatte und die er in ihrer schwierigen Ehe mit Herzog Erich II. von Braunschweig unterstützte. Ein weiterer Bruder, Severinus, starb noch als Kind.

### Ehen

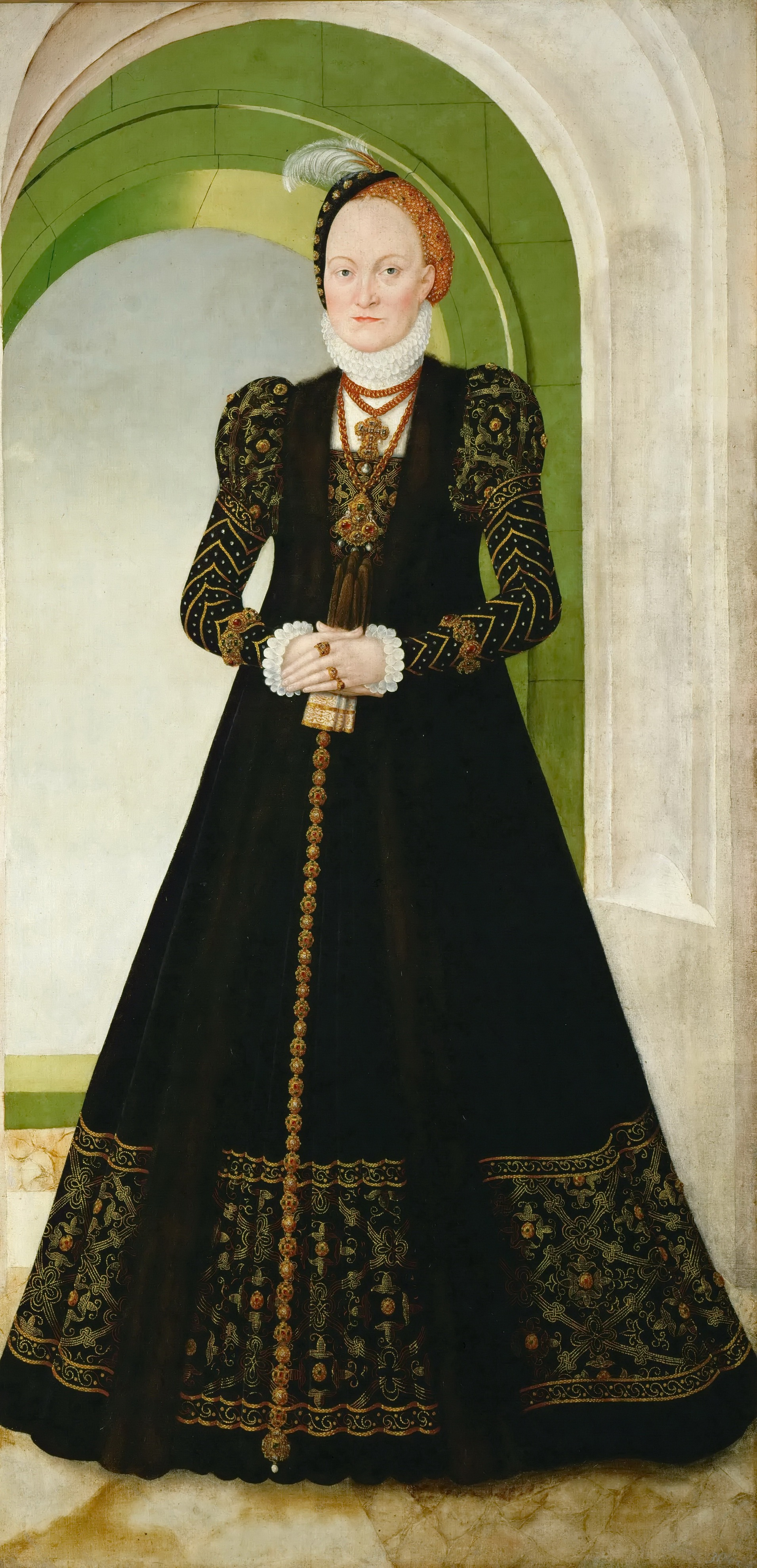
Prinzessin Anna von Dänemark als Kurfürstin von Sachsen

In Torgau heiratete August am 7. Oktober 1548 Anna (1532–1585), Tochter des Königs Christian III. von Dänemark. Die Ehe – wenngleich politisch arrangiert – galt schon bei den Zeitgenossen als harmonisch und beispielhaft. Das Ehepaar war während der 37-jährigen Ehe nur wenige Tage getrennt.
Am 3. Januar 1586, drei Monate nach dem Tod seiner ersten Ehefrau, heiratete August die erst 12-jährige Agnes Hedwig von Anhalt, Tochter des Fürsten Joachim Ernst von Anhalt. Er starb sechs Wochen nach der Hochzeit.

### Nachkommen
Aus seiner ersten Ehe mit Anna von Dänemark und Norwegen (1532–1585) hatte August 15 Kinder:
- Johann Heinrich (*/† 1550), Kurprinz von Sachsen
- Eleonore (1551–1553)
- Elisabeth (1552–1590)

⚭ 1570 Pfalzgraf Johann Kasimir von Simmern (1543–1592)
- Alexander (1554–1565), Kurprinz von Sachsen
- Magnus (1555–1558)
- Joachim (*/† 1557)
- Hektor (1558–1560)
- Christian I. (1560–1591), Kurfürst von Sachsen

⚭ 1582 Prinzessin Sophie von Brandenburg (1568–1622)
- Marie (1562–1566)
- Dorothea (1563–1587)

⚭ 1583 Herzog Heinrich Julius von Braunschweig-Wolfenbüttel (1564–1613)
- Amalie (*/† 1565)
- Anna (1567–1613)

⚭ 1586 (gesch. 1593) Herzog Johann Casimir von Sachsen-Coburg (1564–1633)
- August (1569–1570)
- Adolf (1571–1572)
- Friedrich (1575–1577)

Eine uneheliche Tochter:
- Katharina Sybilla (1584–1658), 1620 mit Friedrich von Mägendhoff verheiratet.